# درگیری کاریاکو
درگیری کاریاکو (به ژاپنی: 嘉暦の騒動 かりゃくのそうどう)، در سال ۱۳۲۶ (سال سوم شوچو (دوره)، در پایان دوره کاماکورا، درگیری داخلی ناشی از اختلاف در مورد جانشینی شیکن در شوگون‌سالاری کاماکورا که خانواده توکوسو از خاندان هوجو اختصاص داشت، بود. این درگیری بین نایکانری (خاندان ناگاساکی) و خویشاوند مادری آنها، خاندان آداچی، رخ داد. در ۱۳ مارس ۱۳۲۶، شیکن چهاردهم، هوجو تاکاتوکی که از خط مستقیم خاندان هوجو یعنی توکوسو بود، به دلیل بیماری در سن ۲۴ سالگی از مقام خود دست کشید و راهب شد. همسر اصلی تاکاتوکی دختر آداچی توکی‌آکی بود و بستگان مادری او نیز، خاندان آداچی بودند.
در سال ۱۳۲۶، مادر هوجو تاکاتوکی، اوگاتا دونو (کاکوکای انجو)  و بستگان مادری او، خاندان آداچی، برادر او هوجو یاسوایه را به عنوان جانشین او توصیه کردند.
این امر به دلیل مخالفت ناگاساکی تاکاسوکه، رئیس نایکانری  محقق نشد زیرا او مایل بود شیکن بعدی پسر هوجو تاکاتوکی، هوجو کونیتوکی باشد و هوجو ساداآکی به طور موقت تا وقتی که او به سن قانونی برسد به جای او به طور جانشین موقت وظیفه  شیکن را انجام دهد. در نتیجه هوجو ساداآکی پانزدهمین شیکن شد. کونیتوکی، قرار بود توسط شیکن حمایت شود. طبق سابقه، او در سن پنج سالگی از معبد هاچیمانگو بازدید کرد و مراسمی برای نشان دادن او به عنوان جانشین توکوسو برگزار شد.
هوجو یاسوایه که مخالف این انتصاب بود، طرحی برای ترور طراحی کرد که منجر به درگیری کاریاکو شد، که در آن هوجو ساداآکی تنها ۱۰ روز پس از تصدی سمت شیکن استعفا داد و راهب شد. در پاسخ به این هیاهو، هوجو موریتوکی که از رتبه و موقعیت خانوادگی بالایی برخوردار بود، به عنوان آخرین شیکن، شیکن شانزدهم انتخاب شد.